# 希慎道壹號

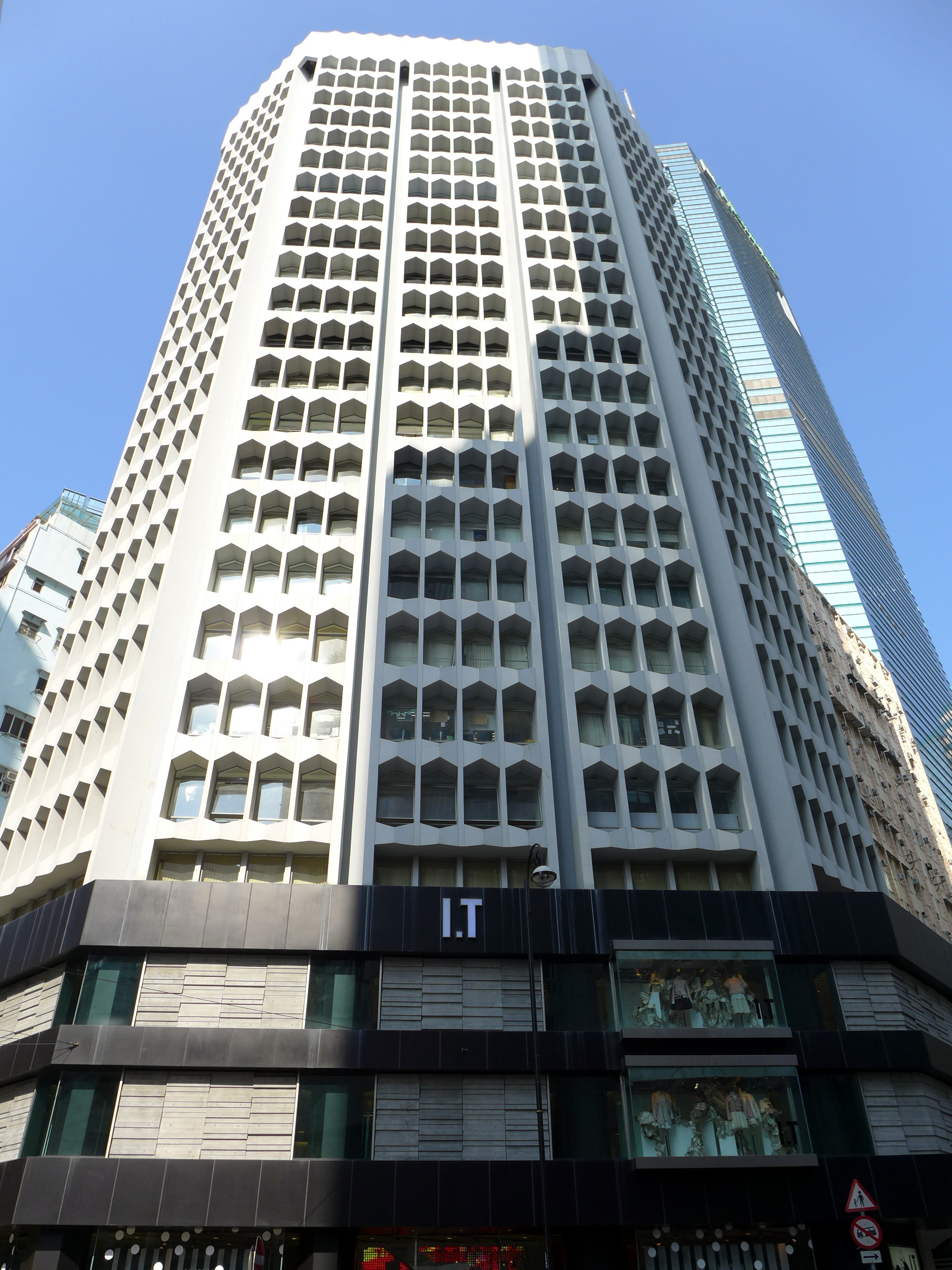
希慎道壹號

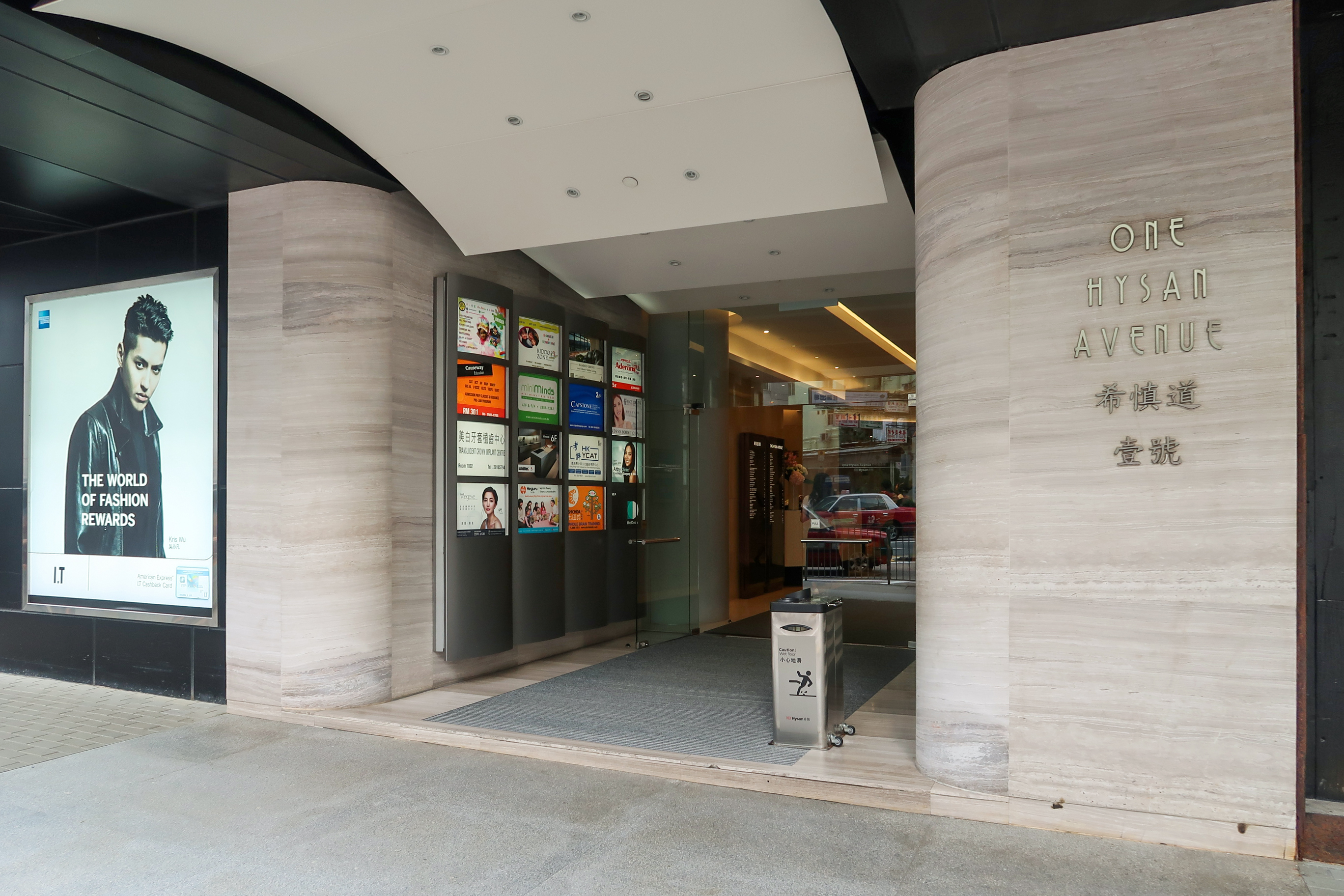
希慎道壹號入口

希慎道壹號（英語：One Hysan Avenue）是香港銅鑼灣的一座寫字樓及商舖的綜合項目，樓高26層，由希慎興業發展，司徒惠建築師事務所負責建築設計，甘洺建築師事務所（Eric Cumine Associates）負責統籌，於1976年落成。
寫字樓租戶包括香港建築師學會（19樓；建築師註冊管理局亦以「一個機構兩塊匾子」方式設於上址）的會址、英皇教育銅鑼灣分校等。

## 商場
商場樓高4層，1樓至2樓1978年為美心集團的翠園粵菜酒家，1990年代改為美心大酒樓；2003年8月裝修後復名。2009年2月，歸jade concepts管理。2010年6月結業。連同地下的Starbucks亦一併結業。原址佔地25,000平方呎商舖部份於2011年大翻新後，租予給I.T。齊集I.T、 i.t、 in-house brands以及 BAPE專門店等多個潮流店舖。商舖樓高4層，部份設計由Wonderwall Inc.著名室內設計師 Katayama負責。

## 升降機配置
希慎道壹號升降機服務樓層列表（一律採用三菱電機升降機）
- 3部來往1/F-11/F之升降機：G、1-11
- 3部來往12/F-22/F之升降機：G、12-22
- 1部消防及載貨升降機：B、G、1-22

## 重大事件
2005年2月20日，希慎道壹號地下的翠園發生槍擊事件。美國友邦保險深圳分公司總經理及香港副總裁鄭國成與其妻子及兒子於該酒家飲茶後離開時，遭獨行槍手近距離開槍射擊，送院搶救後情況危殆。

## 鄰近
- 禮頓中心
- 利舞臺廣場
- 利園一期

## 外部連結
- 希慎道壹號資料(寫字樓)
- 希慎道壹號資料(商舖)